# Dobre (powiat rypiński)
Dobre – wieś w Polsce położona w województwie kujawsko-pomorskim, w powiecie rypińskim, w gminie Brzuze.

## Podział administracyjny
W latach 1975–1998 miejscowość należała administracyjnie do województwa włocławskiego.

## Demografia
Według Narodowego Spisu Powszechnego (III 2011 r.) liczyła 357 mieszkańców. Jest piątą co do wielkości miejscowością gminy Brzuze.

## Kolej wąskotorowa
Znajduje się tutaj stacja kolejowa, przez którą przebiegały w XX wieku 2 jednotorowe linie towarowe Kolei Cukrowni Ostrowite: Ostrowite Cukrownia-Brodnica Wąskotorowa (prześwit 750 mm, eksploatowana w latach 1923-1998) oraz Dobre-Wojnowo (prześwit 600 mm, lata 1925–1976).